# Темпио Малатестијано
Темпио Малатестиано је недовршена једнобродна црква коју је саградио Леон Батиста Алберти у Риминију 1450. за наручитеља Сигисмонда Малатесту. Црква је требало да представља световну моћ наручитеља, а утисак је појачавао фантастичан орнамент у ентеријеру с мистичном и тајном иконографијом.

## Архитектура
У прочељу фасаде очита је реминисценција на антику - прочеље понавља мотив тријумфалног лука, а на бочним странама аркаде опонашају мотив античког аквадукта. У полукружним нишама на прочељу требало је да буду смештени саркофази Сигисмонда Малатесте и његове љубавнице Исоте дељи Ати, а нише на бочним странама грађевине биле су предвиђене као гробнице учењака и песника с Малатестиног двора. Вредне грађевинске елементе које је Малатеста преузео с равенских цркава, Алберти је користио умерено, посебно у инкрустацији главног портала. Грађевина је недовршена. На централном делу фасаде је требало да буде полукружни лук, на источној страни је планирана централна ротонда, a брод је требало да буде наткривен дрвеним сводом.